# Hyundai Bayon
Pour les articles homonymes, voir Bayon.

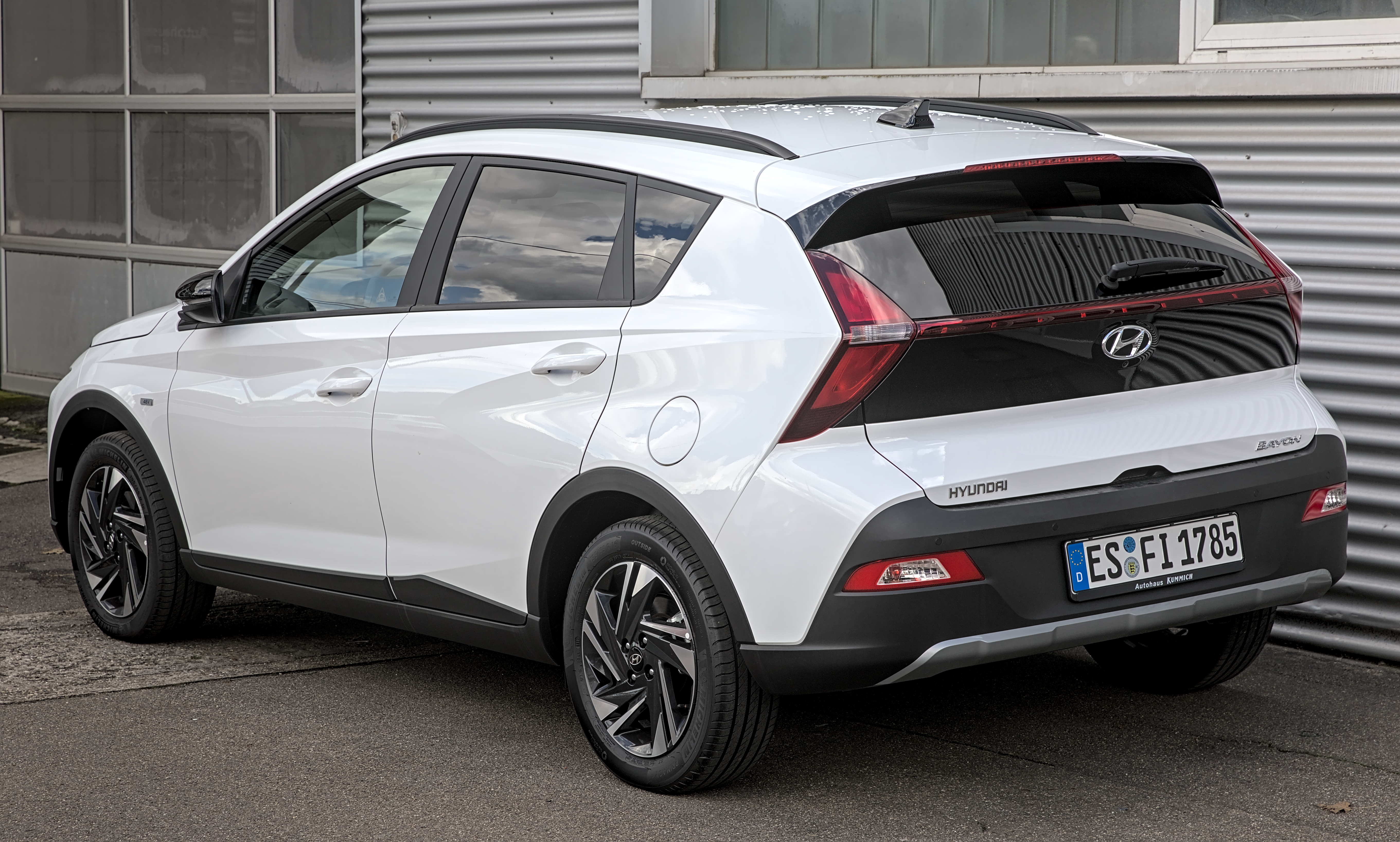
Vue arrière

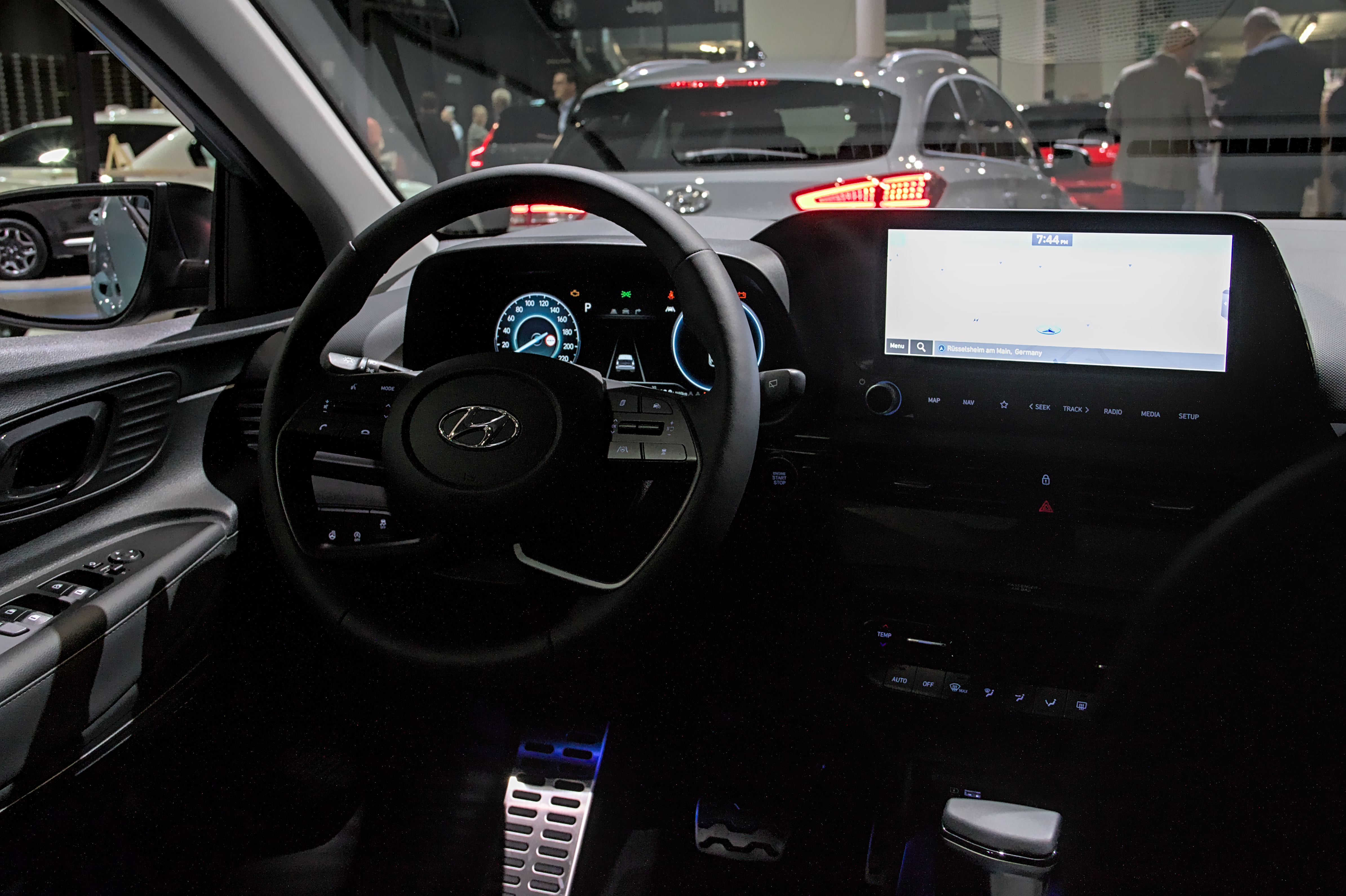
Intérieur

Le Hyundai Bayon est un crossover urbain du constructeur automobile sud-coréen Hyundai produit à partir du premier semestre 2021. Il prend la place de la Hyundai i20 Active dans la gamme du constructeur.

## Présentation
En novembre 2020, Hyundai dévoile le nom de son futur crossover citadin dédié principalement au marché européen, le Bayon, qui se positionne en dessous du Kona dans la gamme du constructeur. A l'instar des autres modèles de la marque, son nom fait référence à la ville américaine de Bayonne, dans l'état  New Jersey. Le Hyundai Bayon est présentée officiellement le 2 mars 2021.
En dehors de l'Europe et de la Turquie, le Bayon est uniquement exporté vers quelques marchés d'Asie centrale, du Moyen-Orient et d'Afrique du Nord.

### Phase 2
La version restylée de la Bayon est présentée en janvier 2024 pour une commercialisation à la fin du printemps 2024.

## Caractéristiques techniques
Le Bayon repose sur la plateforme technique de la troisième génération de i20 et est fabriqué dans la même usine que cette dernière.
En Europe, les nouveaux véhicules de la marque sont équipés d'une fonction de véhicule connecté dénommée services Bluelink. Le service permet une navigation connectée et en direct, l'information en direct sur le stationnement ainsi que des fonctions accessibles depuis le téléphone portable.
Le véhicule est également doté de fonctions d'assistance à la conduite telles que l'assistance au maintien dans la voie, de surveillance du conducteur et de systèmes de mitigation des collisions. Ce dernier peut avertir de la proximité de piétons, de cyclistes ou d'automobiles.

### Motorisations
| (données constructeur)                            | 1.2 MPI               | 1.0 T-GDI MHEV 48 V   | 1.0 T-GDI MHEV 48 V            |     |
| ------------------------------------------------- | --------------------- | --------------------- | ------------------------------ | --- |
| Moteur                                            | 4-cylindres essence   | 3-cylindres essence   | 3-cylindres essence            |     |
| Admission                                         | Atmosphérique         | Turbocompressé        | Turbocompressé                 |     |
| Cylindrée (cm3)                                   | 1 197                 | 998                   | 998                            |     |
| Puissance maximale ch (kW)                        | 84 (61,8)             | 100 (73,6)            | 100 (73,6)                     |     |
| au régime de (tr/min)                             | 6 000                 | 4 500 à 6 000         | 4 500 à 6 000                  |     |
| Couple maximal (N m)                              | 117,7                 | 200                   | 171,6                          |     |
| au régime de (tr/min)                             | 4 200                 | 1 500 à 4 000         | 1 500 à 4 000                  |     |
| Boîte de vitesses                                 | Manuelle à 5 rapports | Manuelle à 6 rapports | Robotisée à 7 rapports (DCT-7) |     |
| Transmission                                      | Traction              | Traction              | Traction                       |     |
| Vitesse maximale (km/h)                           | 165                   | 183                   | 180                            |     |
| 0-100 km/h (s)                                    | 13,5                  | 10,7                  | 11,7                           |     |
| Consommation (L/100 km) urbain/extra-urbain/mixte |                       | 7,0                   | 7,0                            | 7,0 |
| Émissions de CO2 (g/km)                           |                       |                       |                                |     |
| Capacité du réservoir (L)                         | 40                    | 40                    | 40                             |     |
| Masse à vide (kg)                                 | 1045                  | 1120                  | 1145                           |     |
| Norme environnementale                            | Euro 6d               | Euro 6d               | Euro 6d                        |     |

## Finitions
Niveaux de finition disponibles au lancement du véhicule en France :
- Initia
- Intuitive
- Creative
- Executive

## Ventes
| Année | Europe, | Turquie |
| ----- | ------- | ------- |
| 2021  | 15,404  | 5,067   |
| 2022  | 20,486  | 12,535  |
| 2023  |         | 17,348  |
| 2024  |         | 17,581  |